# Humber River—Black Creek
Pour les articles homonymes, voir York et Black Creek (homonymie).
Pour la circonscription provinciale, voir Humber River—Black Creek (circonscription provinciale).
Circonscription électorale fédérale du Canada
Humber River—Black Creek (auparavant York-Ouest ((en) York West)) est une circonscription électorale fédérale et provinciale en Ontario.

## Géographie
La circonscription est située dans le sud de l'Ontario, plus précisément dans la partie nord-ouest de l'ancienne ville de North York, dans la grande région de Toronto.
Depuis le redécoupage électoral de 2022-2023, les circonscriptions limitrophes sont Etobicoke-Nord, Vaughan—Woodbridge,Thornhill, York-Centre et York-Sud—Weston—Etobicoke.
En 2011, les circonscriptions limitrophes étaient Etobicoke-Nord, Thornhill, Vaughan, York-Centre et York-Sud—Weston. Après le redécoupage de 2015, les circonscriptions limitrophes étaient Vaughan—Woodbridge, Thornhill, Etobicoke-Nord, York-Centre et York-Sud—Weston.       

### Historique
C'est l'Acte de l'Amérique du Nord britannique de 1867 qui crée la circonscription de York-Ouest. Abolie en 1903, elle est divisée parmi York-Centre et York-Sud. La circonscription réapparaît en 1914. La circonscription est renommée Humber River—Black Creek après le redécoupage électoral de 2013.
Lors du redécoupage électoral de 2022-2023, aucun changement n'est apporté aux limites de la circonscription.

## Députés
| Législature                                 | Années        | Député                     | Parti        | Parti                     |
| ------------------------------------------- | ------------- | -------------------------- | ------------ | ------------------------- |
| York-Ouest                                  |               |                            |              |                           |
| 1re                                         | 1867–1868     | William Pearce Howland     |              | Libéral-conservateur      |
| 1re                                         | 1868–1872     | Amos Wright                |              | Libéral                   |
| 2e                                          | 1872–1874     | David Blain                |              | Libéral                   |
| 3e                                          | 1874–1878     | David Blain                |              | Libéral                   |
| 4e                                          | 1878–1882     | Nathaniel Clarke Wallace   |              | Conservateur              |
| 5e                                          | 1882–1887     | Nathaniel Clarke Wallace   |              | Conservateur              |
| 6e                                          | 1887–1891     | Nathaniel Clarke Wallace   |              | Conservateur              |
| 7e                                          | 1891–1896     | Nathaniel Clarke Wallace   |              | Conservateur              |
| 8e                                          | 1896–1897     | Nathaniel Clarke Wallace   |              | Conservateur              |
| 8e                                          | 1897–1900     | Nathaniel Clarke Wallace   |              | Conservateur              |
| 9e                                          | 1900–1902     | Nathaniel Clarke Wallace   |              | Conservateur              |
| 9e                                          | 1902–1904     | Archibald Campbell         |              | Libéral                   |
| Redistribuée parmi York-Centre et York-Sud  |               |                            |              |                           |
| Recréée à partir de York-Centre et York-Sud |               |                            |              |                           |
| 13e                                         | 1917–1921     | Thomas George Wallace      |              | Unioniste                 |
| 14e                                         | 1921–1925     | Henry Lumley Drayton       | Conservateur |                           |
| 15e                                         | 1925–1926     | Henry Lumley Drayton       | Conservateur |                           |
| 16e                                         | 1926–1928     | Henry Lumley Drayton       | Conservateur |                           |
| 16e                                         | 1928–1930     | James Earl Lawson          | Conservateur |                           |
| 17e                                         | 1930–1935     | James Earl Lawson          | Conservateur |                           |
| 18e                                         | 1935–1940     | John Everett Lyle Streight |              | Libéral                   |
| 19e                                         | 1940–1945     | Agar Rodney Adamson        |              | Progressiste-conservateur |
| 20e                                         | 1945–1949     | Agar Rodney Adamson        |              | Progressiste-conservateur |
| 21e                                         | 1949–1953     | Agar Rodney Adamson        |              | Progressiste-conservateur |
| 22e                                         | 1953–1954     | Agar Rodney Adamson        |              | Progressiste-conservateur |
| 22e                                         | 1954–1957     | John Borden Hamilton       |              | Progressiste-conservateur |
| 23e                                         | 1957–1958     | John Borden Hamilton       |              | Progressiste-conservateur |
| 24e                                         | 1958–1962     | John Borden Hamilton       |              | Progressiste-conservateur |
| 25e                                         | 1962–1963     | Leonard Kelly              |              | Libéral                   |
| 26e                                         | 1963–1965     | Leonard Kelly              |              | Libéral                   |
| 27e                                         | 1965–1968     | Robert Winters             |              | Libéral                   |
| 28e                                         | 1968–1972     | Philip Givens              |              | Libéral                   |
| 29e                                         | 1972–1974     | James Fleming              |              | Libéral                   |
| 30e                                         | 1974–1979     | James Fleming              |              | Libéral                   |
| 31e                                         | 1979–1980     | James Fleming              |              | Libéral                   |
| 32e                                         | 1980–1984     | James Fleming              |              | Libéral                   |
| 33e                                         | 1984–1988     | Sergio Marchi              |              | Libéral                   |
| 34e                                         | 1988–1993     | Sergio Marchi              |              | Libéral                   |
| 35e                                         | 1993–1997     | Sergio Marchi              |              | Libéral                   |
| 36e                                         | 1997–1999     | Sergio Marchi              |              | Libéral                   |
| 36e                                         | 1999–2000     | Judy Sgro                  |              | Libéral                   |
| 37e                                         | 2000–2004     | Judy Sgro                  |              | Libéral                   |
| 38e                                         | 2004–2006     | Judy Sgro                  |              | Libéral                   |
| 39e                                         | 2006–2008     | Judy Sgro                  |              | Libéral                   |
| 40e                                         | 2008–2011     | Judy Sgro                  |              | Libéral                   |
| 41e                                         | 2011–2015     | Judy Sgro                  |              | Libéral                   |
| Humber River—Black Creek                    |               |                            |              |                           |
| 42e                                         | 2015–2019     | Judy Sgro                  |              | Libéral                   |
| 43e                                         | 2019–2021     | Judy Sgro                  |              | Libéral                   |
| 44e                                         | 2021–2025     | Judy Sgro                  |              | Libéral                   |
| 45e                                         | 2025–en cours | Judy Sgro                  |              | Libéral                   |

### Résultats électoraux
|       | Candidat         | Parti              | # de voix | % des voix |
|       | Kerry Vandenberg | Conservateur       | +07 228,  | 20,16 %    |
|       | (x) Judy Sgro    | Libéral            | +23 995,  | 66,91 %    |
|       | Darnel Harris    | NPD                | +03 851,  | 10,74 %    |
|       | Keith Jarrett    | Vert               | +00584,   | 1,63 %     |
|       | Christine Nugent | Marxiste-léniniste | +00201,   | 0,56 %     |
| Total | Total            | Total              | 35 859    | 100 %      |

|       | Candidat                          | Parti             | # de voix | % des voix |
|       | Audrey Walters                    | Conservateur      | +06 122,  | 22,08 %    |
|       | (x) Judy Sgro                     | Libéral           | +13 030,  | 47 %       |
|       | Giulio Manfrini                   | NPD               | +07 721,  | 27,85 %    |
|       | Unblind Kheper Keseb Efekh Tibbin | Vert              | +00450,   | 1,62 %     |
|       | George Okoth Otura                | Héritage          | +00231,   | 0,83 %     |
|       | Arthur Smitherman                 | Action canadienne | +00170,   | 0,61 %     |
| Total | Total                             | Total             | 27 724    | 100 %      |

|       | Candidat        | Parti        | # de voix | % des voix |
|       | Kevin Nguyen    | Conservateur | +04 773,  | 16,68 %    |
|       | (x) Judy Sgro   | Libéral      | +16 997,  | 59,39 %    |
|       | Giulio Manfrini | NPD          | +05 363,  | 18,74 %    |
|       | Nick Capra      | Vert         | +01 488,  | 5,2 %      |
| Total | Total           | Total        | 28 621    | 100 %      |